# 儒略三世
儒略三世（拉丁語：Julius III；1487年9月10日—1555年3月23日）原名若望·瑪利亞·喬基-德爾-蒙泰（Giovanni Maria Ciocchi del Monte），1550年2月7日當選第222位教宗，同年2月22日即位至1555年3月23日為止。

## 譯名列表
- 儒略：天主教香港教區禮儀委員會：禧年專頁 （页面存档备份，存于）作儒略。
- 猶利：香港天主教教區檔案　歷任教宗作猶利。
- 朱利葉斯、尤里烏斯：《大英簡明百科知識庫》2005年版[永久]作朱利葉斯、尤里烏斯。
- 尤利乌斯、朱利叶斯：《世界人名翻譯大辭典》1993年版作朱利叶斯、尤里乌斯。